# Emiliano Zapata, Huejotzingo
Emiliano Zapata är en ort i Mexiko.   Den ligger i kommunen Huejotzingo och delstaten Puebla, i den sydöstra delen av landet, 80 km öster om huvudstaden Mexico City. Emiliano Zapata ligger 2 281 meter över havet och antalet invånare är 265.
Terrängen runt Emiliano Zapata är platt åt nordost, men åt sydväst är den kuperad. Terrängen runt Emiliano Zapata sluttar österut. Runt Emiliano Zapata är det ganska tätbefolkat, med 108 invånare per kvadratkilometer. Närmaste större samhälle är Cholula, 17,4 km sydost om Emiliano Zapata. Omgivningarna runt Emiliano Zapata är en mosaik av jordbruksmark och naturlig växtlighet.